# Porto Ceresio–Milánó-vasútvonal
A Porto Ceresio–Milánó-vasútvonal egy 32 km hosszúságú, normál nyomtávolságú vasútvonal Olaszországban, Porto Ceresio és Milánó között. A vonal 3000 V egyenárammal villamosított, fenntartója az RFI.